# توخ-اوردا
توخ-اوردا (به لاتین: Tokh-Orda) یک منطقهٔ مسکونی در روسیه است که در داغستان واقع شده‌است.